# Tomodon
Tomodon es un género de serpientes de la familia Colubridae, subfamilia Dipsadinae. Se distribuye por Guyana Francesa, Brasil, Paraguay, Uruguay, Bolivia, Argentina, Perú. Se reconocen tres especies:
- Tomodon dorsatus - Duméril, Bibron & Duméril, 1854
- Tomodon ocellatus - Duméril, Bibron & Duméril, 1854
- Tomodon orestes - Harvey & Muñoz, 2004